# Janvry (Essonne)
Janvry település Franciaországban, Essonne megyében. Lakosainak száma 649 fő (2022. január 1.). Janvry Gometz-le-Châtel, Fontenay-lès-Briis, Briis-sous-Forges, Gometz-la-Ville, Marcoussis és Saint-Jean-de-Beauregard községekkel határos.

## Népesség
A település népességének változása:
| Lakosok száma | 620  | 638  | 646  | 636  | 636  | 635  | 638  | 643  | 649  |
|               | 2013 | 2015 | 2016 | 2017 | 2018 | 2019 | 2020 | 2021 | 2022 |